# Валербасс
Валербасс (фр. Valherbasse) — муніципалітет у Франції, у регіоні Овернь-Рона-Альпи, департамент Дром. Валербасс утворено 1 січня 2019 року шляхом злиття муніципалітетів Мірибель, Монриго i Сен-Бонне-де-Вальклер'є. Адміністративним центром муніципалітету є Монриго. Населення — 1021 особа (01.01.2021).